# Claude de La Châtre
Claude de La Châtre (1536 – Genoully, 14 dicembre 1614) è stato un nobile e militare francese.

## Biografia
Claude de La Châtre apparteneva all'antica famiglia feudale dei La Châtre. Divenuto paggio di Anne de Montmorency, entrò nella compagnia del connestabile come arciere nel 1553. L'anno seguente prese parte alla battaglia di Renty nella compagnia del suo secondogenito Enrico I di Montmorency. Nel 1556 e nel 1557 accompagnò Francesco I di Guisa in Piemonte e in Lombardia e partecipò all'assedio di Calais nel 1558, del quale redasse una relazione.
Impegnato tra i cattolici durante le guerre di religione, si distinse alla battaglia di Dreux nel 1562. Inserito nel consiglio di guerra del re e creato cavaliere dell'ordine di Saint-Michel nel 1566, ottenne il comando di una compagnia di cinquanta uomini nel 1568 ed entrò nel Consiglio di Stato. Nel 1569 divenne governatore del Berry, per i suoi servigi nella battaglia di Blois con Gilles de Courtanvaux de Souvré, marchese di Courtanvaux. Durante la terza guerra di religione, si unì all'armata del duca d'Anjou partecipando alle battaglie di Jarnac e La Roche-L'Abeille, salvando poi Bourges da una incursione di protestanti venuti da Sancerre.
Nel 1573 venne incaricato di riprendere Sancerre, che capitolò dopo sette mesi di assedio. Nel 1575 venne inviato a Londra, come ambasciatore straordinario, al fine di consolidare i rapporti tra Francia e Inghilterra. Raggiunto il gruppo dei Malcontent, combatté a fianco del duca d'Alençon, accompagnandolo poi nella sua spedizione nei Paesi Bassi come comandante della cavalleria leggera.
Alla morte del duca d'Alençon, nel 1584, La Châtre si riaffiancò al duca di Guisa e si alleò alla Lega cattolica nel 1585. Il 21 dicembre 1585 venne insignito dell'Ordine dello Spirito Santo. Durante l'autunno del 1587 si distinse nella battaglia d'Auneau. Nel 1588 venne destituito da Enrico III dalla carica di governatore di Berry. Dopo l'assassinio del re, rifiutò di riconoscere Enrico IV e prese possesso del Berry per il partito della Lega, facendo parte dello stato maggiore dell'armata della lega comandata da Alessandro Farnese. Nel 1593 divenne maresciallo di Francia nominato da duca di Mayenne. Nel 1594 si sottomise al re restituendo le città di Orléans e Bourges, venendo confermato nella carica di maresciallo di Francia e di governatore di Orléans e Bourges.
Dopo la morte di Enrico IV, Luigi XIII lo nominò luogotenente generale dell'armata che inviò all'assedio di Juliers nel 1610. La sua azione costrinse il vescovo di Strasburgo a rimettere la città sotto il dominio dell'elettore del Brandeburgo. Come ricompensa ottenne la carica di connestabile di Francia da Luigi XIII, in quanto il duca di Montmorency, anziano e malato, non era in grado di recarsi a Reims.
Claude de La Châtre morì il 14 dicembre 1614 a Genoully e la sua salma venne inumata nella Sainte-Chapelle de Bourges.

## Matrimonio e discendenza
Claude de La Châtre sposò nel 1564 Jeanne de Chabot, figlia di Guy I, barone di Jarnac. La coppia ebbe sette figli:
- Luigi, barone de La Maisonfort († 1630), Maresciallo di Francia dal 1616
- Anna, Badessa di Faremoutiers, † 1605
- Maria, ⚭ nel 1595 Charles de Balzac, signore d'Entragues (Casato dei Balzac)
- Giovanna, ⚭ Gilbert de Chamant, signore di Lignerac
- Margherita, ⚭ Henri I, marchese di La-Ferté-Senneterre, † 1622
- Francesca, Badessa di Faremoutiers, † 1643
- Luisa, ⚭ Antonio, signore di Arquien, † 1626